# STS-131
STS-131 var en flygning till Internationella rymdstationen (ISS) med rymdfärjan Discovery. Starten skedde den 5 april 2010 klockan 12.21 centraleuropeisk tid. Discovery landade den 20 april 2010 kl. 15.09 på bana 33 på Kennedy Space Center. Därmed avslutades uppdraget och Discoverys 38:e flygning till rymden. Man levererade bland annat träningsredskap, vetenskapliga experiment, en specialfrys. Allt detta fraktades i fraktmodulen Leonardo. Uppdraget blev Discoverys längsta.

## Aktiviteter

### Innan uppskjutningen
Discovery fördes från dess hangar till Vehicle Assembly Building den 23 februari 2010, där den externa bränsletanken med sidoraketerna monterades. Farkosten rullade sedan ut till startplattan 39A den 3 mars 2010.

### Aktiviteter dag för dag

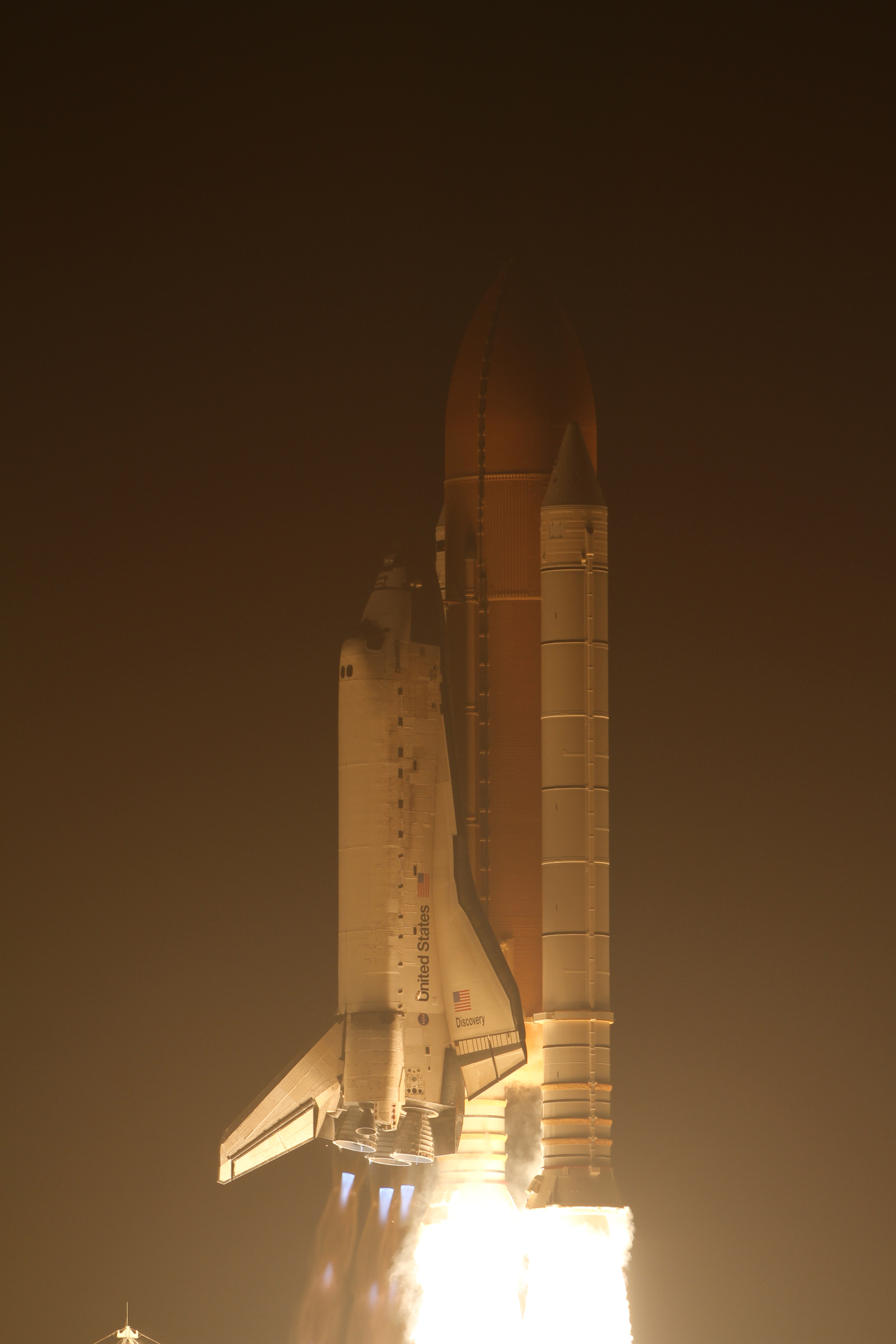
Discovery lyfter från Kennedy Space Center den 5 april kl. 12.21 centraleuropeisk tid.

#### Dag 1
Discovery lyfte planenligt från Kennedy Space Center klockan 12.21 centraleuropeisk tid. Den åtta minuter långa färden till omloppsbana var problemfri. Besättningen öppnade därefter dörrarna till rymdfärjans lastutrymme och stuvade undan materiel som bara behövs under start och landning, såsom flygstolarna.

#### Dag 2
Besättningen undersökte färjans värmesköldar, men på grund av att KU-bandsantennen inte fungerar som den skulle så kan inga högupplösta bilder skickas ner till jorden förrän Discovery dockat med ISS. Troligtvis var det en elektronikbox som var trasig och därför slog ut KU-bandsantennen, som inte kunde användas under hela uppdraget. Det utgjorde ingen risk för uppdraget, färjan eller besättningen. Förberedelser inför dockningen ägde också rum. Discoverys antikollisionsradar skulle ha använt samma antenn, men man använde optisk distansmätning.

#### Dag 3
Discovery dockade med ISS kl. 09.44 centraleuropeisk tid. När färjan befann sig under ISS guidade befälhavare Alan Poindexter Discovery genom en 360 gradig loop så besättningen på ISS kunde ta fotografier av färjans undersida. Efter läcktester mellan farkosterna var genomförd kunde de två besättningarna stråla samman och deras gemensamma arbete startade på en gång.

#### Dag 4
Leonardo modulen dockades med ISS efter att den kopplats lös ur Discoverys lastutrymme. Efter noga säkerhetskontroller öppnades luckan till Leonardo och överföringsarbetet påbörjades. Besättningen förberedde för EVA 1.

#### Dag 5
Den första rymdpromenaden avslutades utan några större problem. Besättningen fortsatte med överföringsarbetet både från Leonardo och även Discoverys mellandäck. Det blev även klart att uppdraget förlängs med en dockad dag då man måste göra den sista inspektionen av färjans värmepaneler medan man är dockad då bilderna av värmesköldarna måste skickas ner till jorden via ISS KU-bandsantenn.

#### Dag 6
Besättningen fortsatte med överföringsarbetena både från Leonardo och Discovery. En del presskonferenser med media ägde rum samt förberedelser inför EVA 2.

#### Dag 7
Den andra rymdpromenaden avslutades med endast några små problem. Det som orsakade problemen och gjorde rymdpromenaden längre än beräknat var en av bultarna på ammoniaktanken som inte fastnade som den skulle. Man skruvade då lös alla bultar igen och skruvade sedan tillbaka dessa då fungerade allt. Besättningen inne på ISS fortsatte med överföringsarbetena från Leonardo och Discovery.

#### Dag 8
Besättningarna hade morgonen ledig för att sedan fortsätta med överföringsarbetena där mer än 70% var avklarat. En del presskonferenser med media tog en stor del av dagen. Man gjorde även förberedelser inför EVA 3.

#### Dag 9
Uppdragets tredje och sista rymdpromenad avklarades utan några större problem. Annars fortsatte de vanliga överföringsarbetena som beräknades vara klart till 80%.

#### Dag 10
Överföringsarbetena fortsatte och var inne på sitt slutskede. Diskussioner uppkom om en fjärde rymdpromenad behövdes då en ventil på den nyinstallerade ammoniaktanken inte öppnade sig, i så fall hade uppdraget förlängts med ännu en dag. Man kom fram till att inte en extra promenad behövs. Då ISS kunde klara sig utan den krånglande tanken i cirka en månad, så besättningen på ISS kunde själva laga ventilen eller vänta till STS-132 ankommer.

#### Dag 11
Luckan till Leonardo stängdes och utdockades från ISS för att sedan lämnas tillbaka i Discoverys lastutrymme. De enda överföringsarbetena besättningarna arbetade med var de mellan färjan och ISS.

#### Dag 12
De sista inspektionerna av Discoverys värmesköld avklarades. Man förberedd även inför utdockningen.

#### Dag 13
Discovery utdockade från ISS kl. 14.52 centraleuropeisk tid. Piloten James Dutton flög sedan färjan ett varv runt ISS för att besättningen skulle ges möjlighet att ta bilder.

#### Dag 14
Besättningen påbörjade landningsförberedelserna genom att plocka undan material som inte behövs under landningen. Det gavs även tid för presskonferens med media.

#### Dag 15
De båda landningsförsöken på Kennedy Space Center ställdes in på grund av moln och lättare dimma. Besättningen fick stanna i omloppsbana en dag till. Då skulle både Kennedy Space Center och Edwards flygbas i Kalifornien vara förberedda att ta emot Discovery och hennes besättning.

#### Dag 16
Discovery landade kl. 15.09 CET på bana 33 på Kennedy Space Center. Därmed avslutades uppdraget och Discoverys 38:e flygning till rymden. Discoverys nästa flygning var planerad till september samma år.

### Rymdpromenader

#### EVA 1
Den nya ammoniaktanken förbereddes att flyttas till ISS. Vidare skulle den gamla ammoniaktanken tas bort, varpå rymdstationens robotarm skulle flytta den nya tanken från färjans lastutrymme. Rymdpromenaden utfördes av Mastracchio och Anderson.

#### EVA 2
Den nya ammoniaktanken med nya ledningar installerades. Två skyddspaneler plockades också in. Rymdpromenaden utfördes av Mastracchio och Anderson.

#### EVA 3
Den gamla ammoniaktanken säkrades i rymdfärjans lastutrymme varefter några mindre uppgifter utfördes: bland annat kamerabyte på Dextre, avlägsnande av två skyddspaneler på Dextre och byte av kameralampa på Destiny. Rymdpromenaden utfördes av Mastracchio och Anderson.

## Besättning
- USA Alan G. Poindexter, befälhavare. Tidigare rymdfärder: STS-122
- USA James Dutton, pilot. Inga tidigare rymdfärder.
- USA Richard A. Mastracchio, uppdragsspecialist. Tidigare rymdfärder: STS-106, STS-118
- USA Dorothy Metcalf-Lindenburger, uppdragsspecialist. Inga tidigare rymdfärder.
- USA Clayton Anderson, uppdraggspecialist. Tidigare rymdfärder: Expedition 15
- USA Stephanie Wilson, uppdragsspecialst. Tidigare rymdfärder: STS-121, STS-120
- Japan Naoko Yamazaki (JAXA), uppdragsspecialist. Inga tidigare rymdfärder.

## Väckningar
Under Geminiprogrammet började NASA spela musik för besättningar och sedan Apollo 15 har man varje "morgon" väckt besättningen med ett särskilt musikstycke, särskilt utvalt antingen för en enskild astronaut eller för de förhållanden som råder.
| Dag | Låt                                      | Artist/Kompositör                | Spelad för                   | Länk     |
| --- | ---------------------------------------- | -------------------------------- | ---------------------------- | -------- |
| 2   | "Find Us Faithful"                       | Steve Green                      | Clay Anderson                | wav, mp3 |
| 3   | "I Will Rise"                            | Chris Tomlin                     | James Dutton                 | wav, mp3 |
| 4   | "Hato to Shōnen" (The Pigeons and a Boy) | Joe Hisaishi                     | Naoko Yamazaki               | wav, mp3 |
| 5   | "Defying Gravity"                        | Idina Menzel & Kristin Chenoweth | Dorothy Metcalf-Lindenburger | wav, mp3 |
| 6   | "We Weren't Born to Follow"              | Bon Jovi                         | Richard Mastracchio          | wav, mp3 |
| 7   | "Stairway To The Stars"                  | Ella Fitzgerald                  | Stephanie Wilson             | wav, mp3 |
| 8   | "Because We Believe"                     | Andrea Bocelli                   | Alan Poindexter              | wav, mp3 |
| 9   | "Galileo"                                | Indigo Girls                     | Dorothy Metcalf-Lindenburger | wav, mp3 |
| 10  | "The Miracle of Flight"                  | Mike Hyden                       | Clayton Anderson             | wav, mp3 |
| 11  | "The Earth in the Color of Lapis Lazuli" | Seiko Matsuda                    | Naoko Yamazaki               | wav, mp3 |
| 12  | Opening theme to Stargate SG-1           | Joel Goldsmith                   | Richard Mastracchio          | wav, mp3 |
| 13  | "Joy"                                    | Newsboys                         | James Dutton                 | wav, mp3 |
| 14  | "What a Wonderful World"                 | Louis Armstrong                  | Stephanie Wilson             | wav, mp3 |
| 15  | "Star Spangled Banner"                   |                                  | Alan Poindexter              | wav, mp3 |
| 16  | "On the Road Again"                      | Willie Nelson                    | The entire crew              | wav, mp3 |

## Galleri

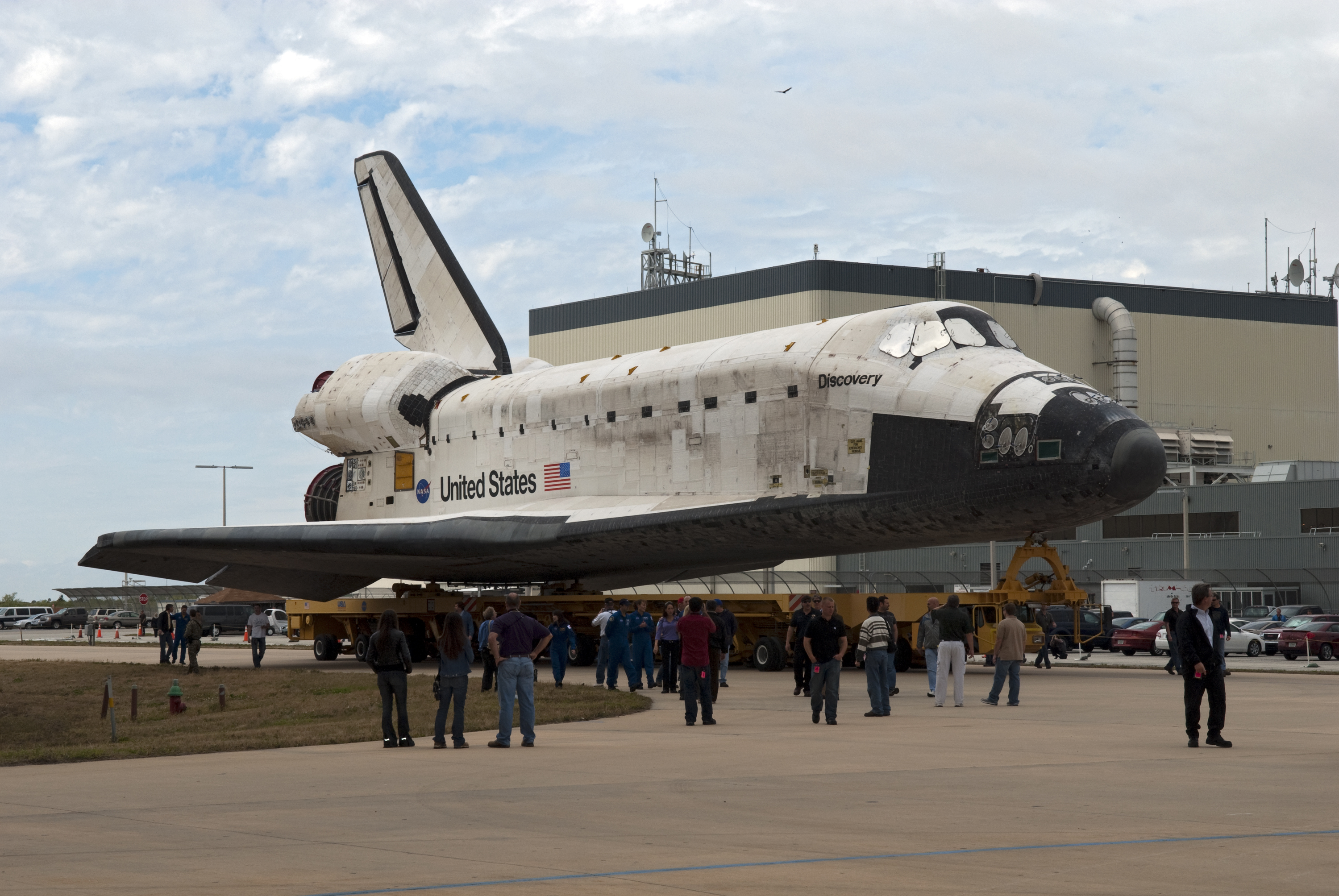
Discovery rullar över från sin hangar till VAB.
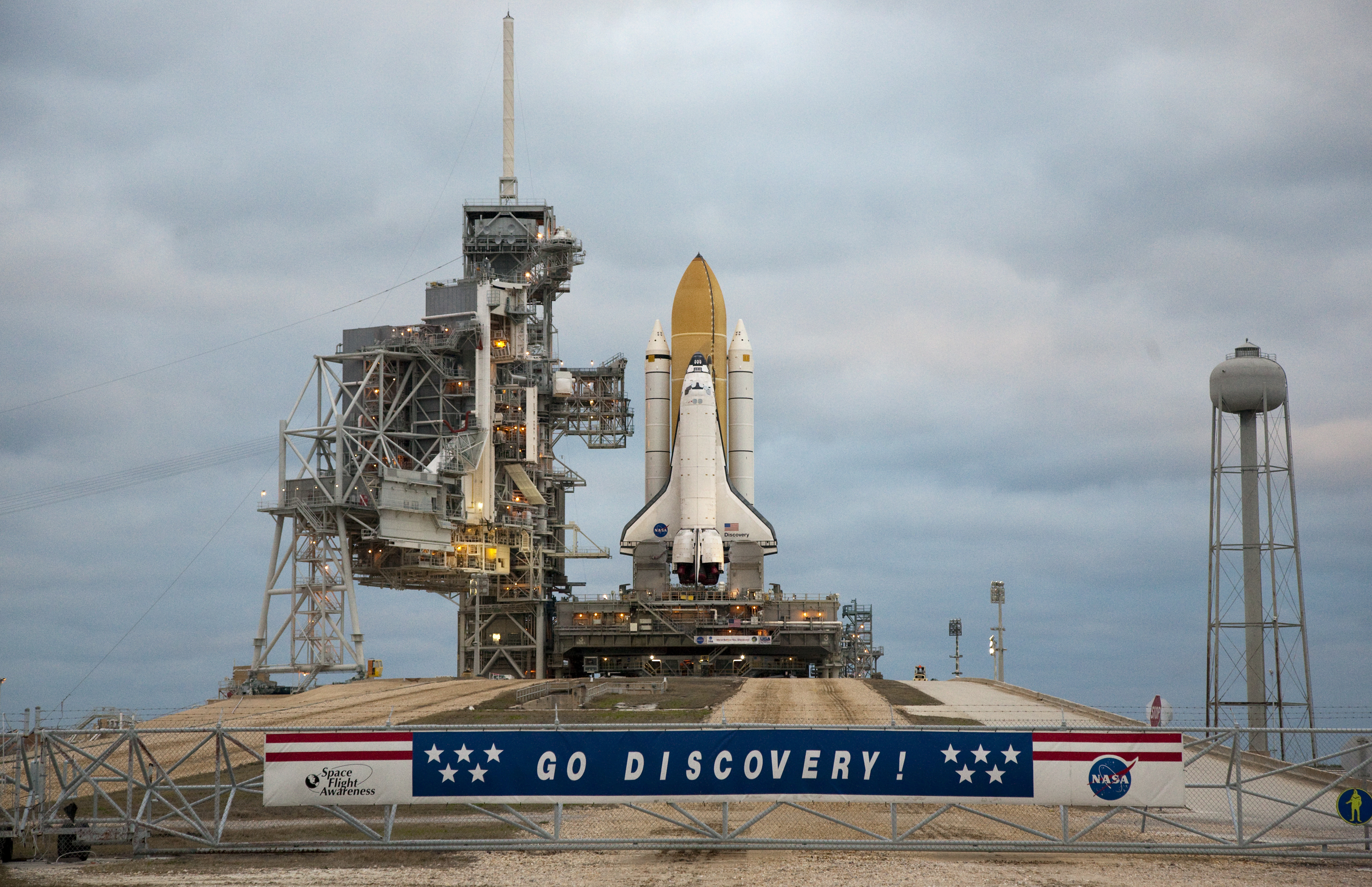
Discovery på startplatta 39A.
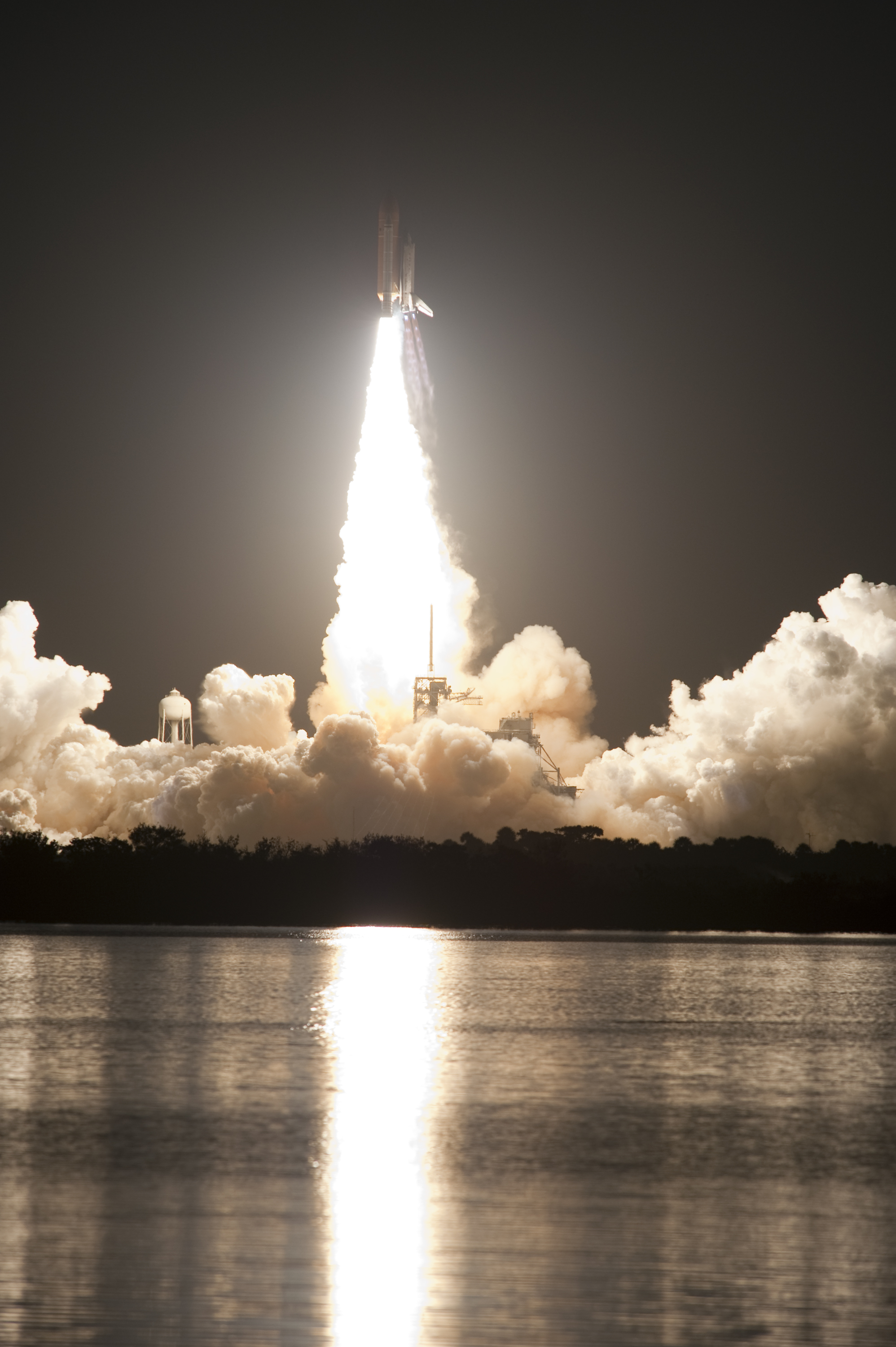
Discovery lyfter mot rymden.
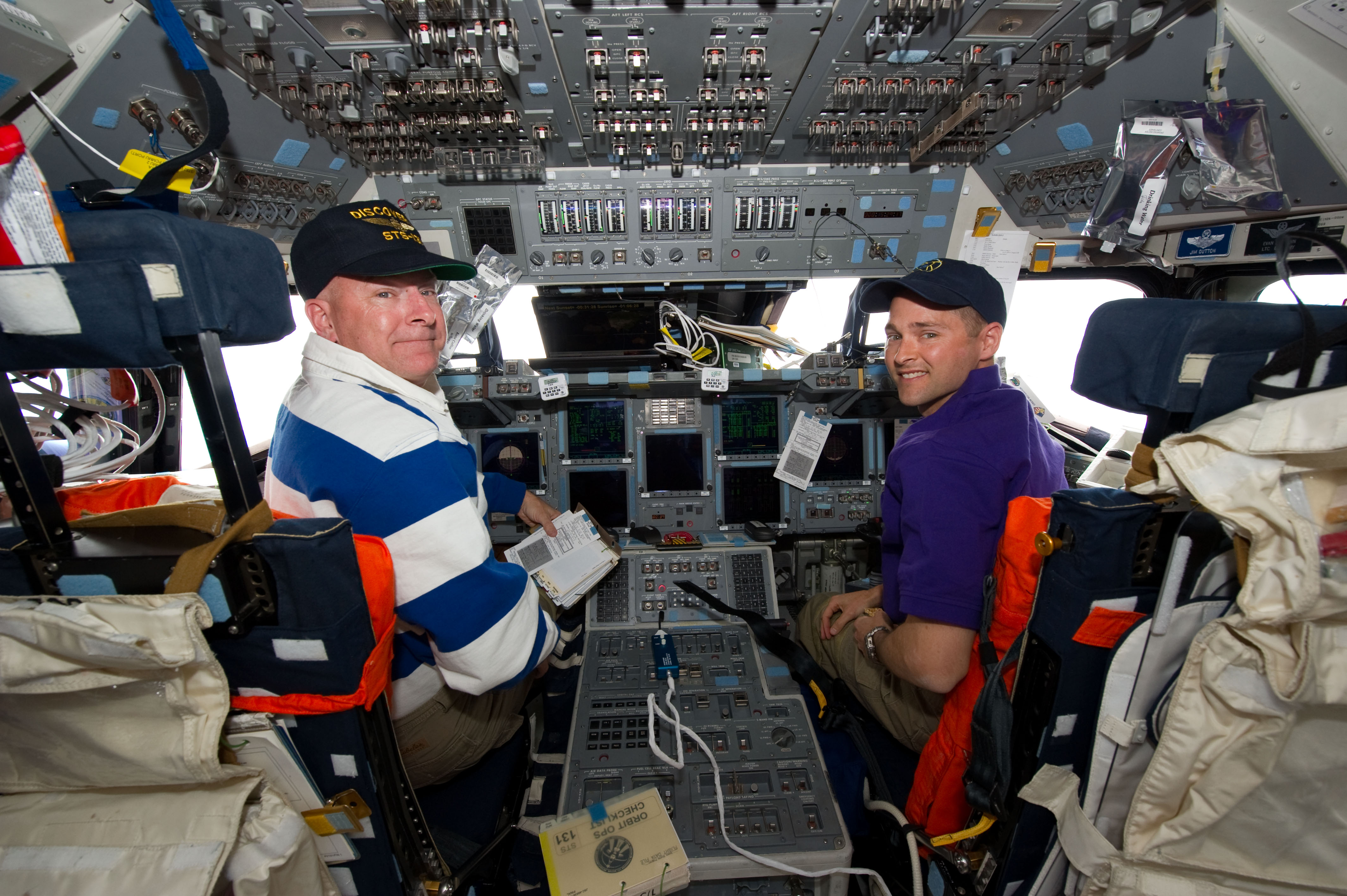
Arbete på flygdäck under dag 2.
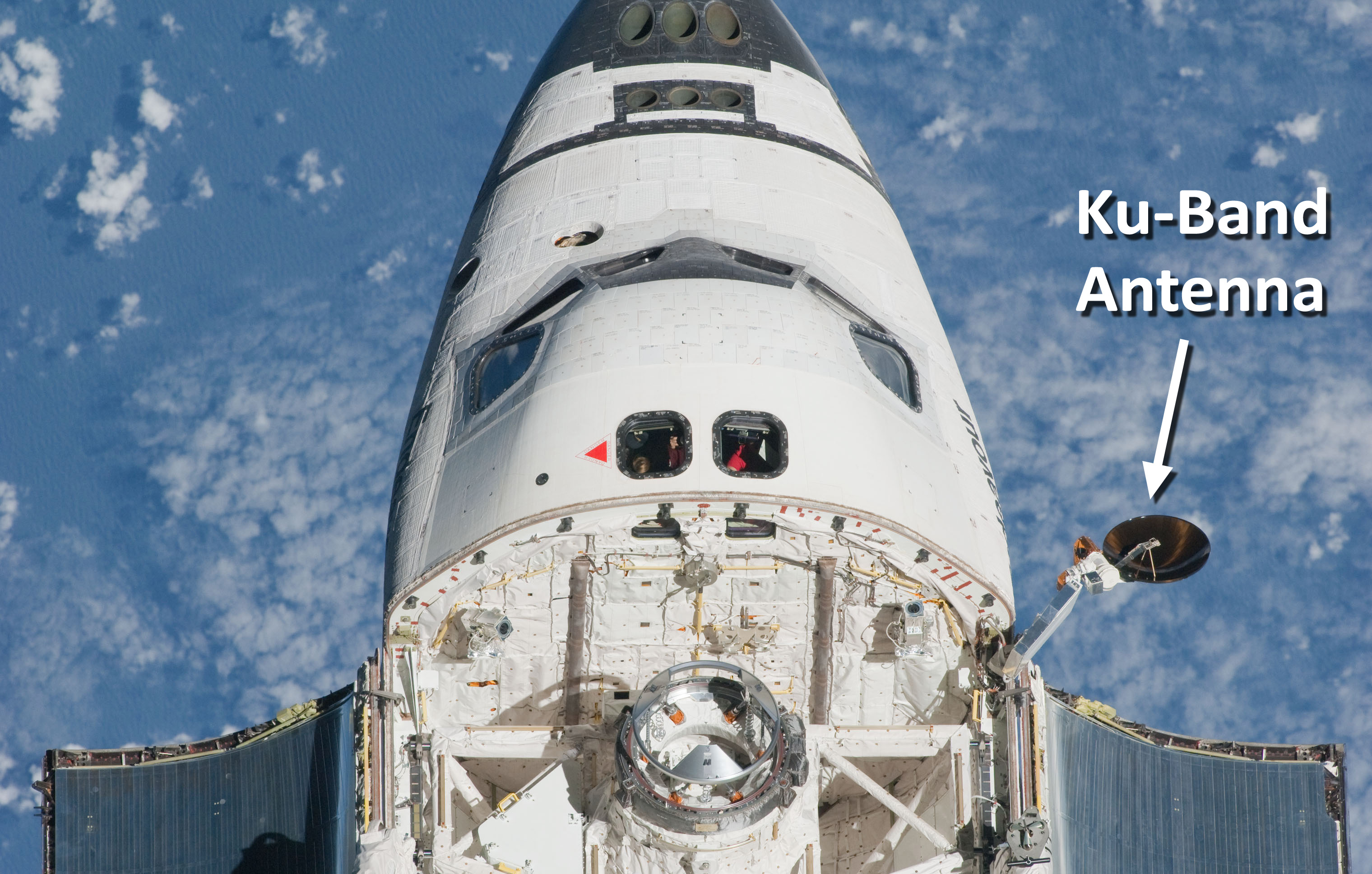
Den trasiga parabolantenn (Ku-Band Antenna).
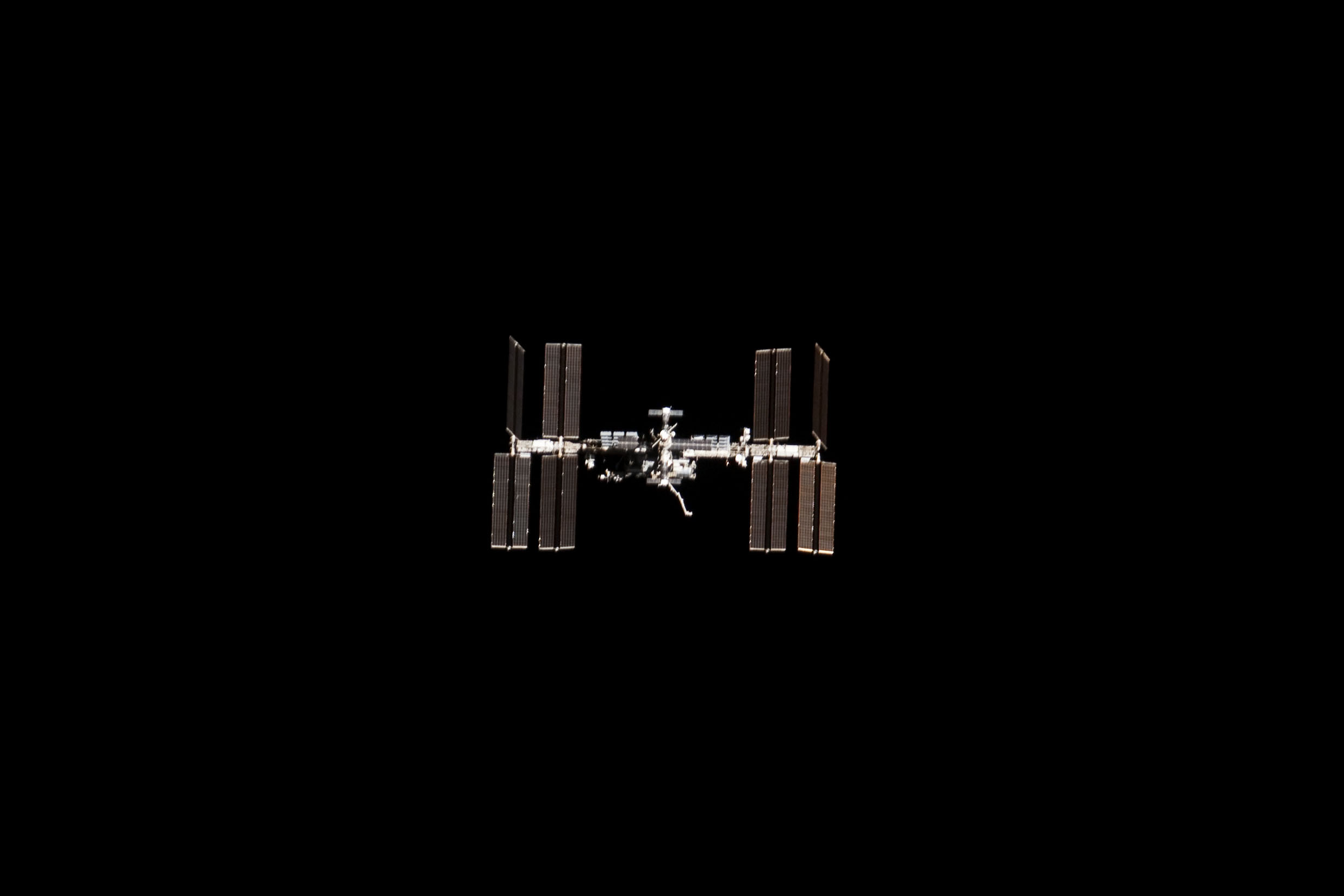
Discovery närmar sig ISS.
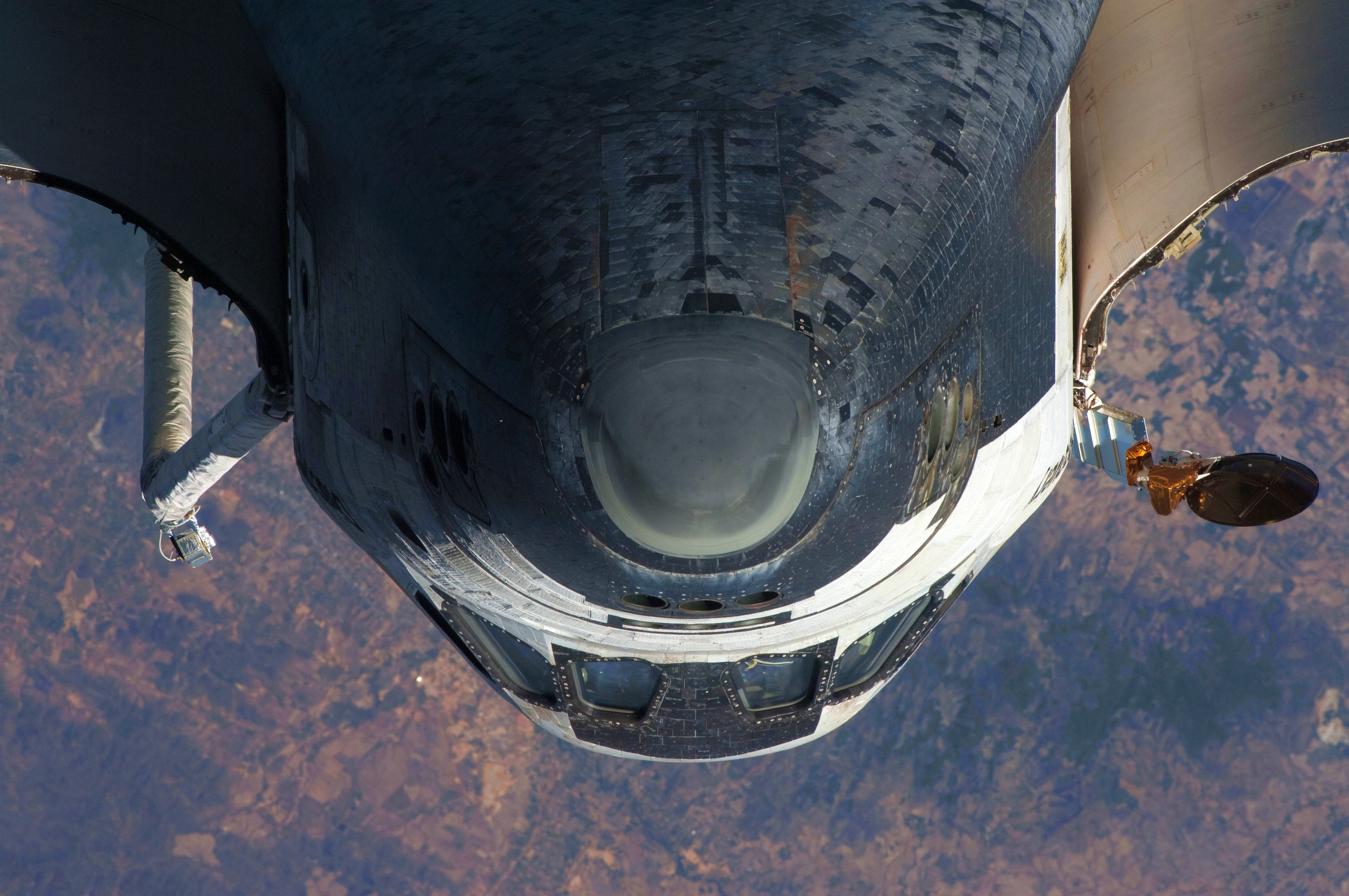
Discovery sedd från ISS under 360 gradersflippen.
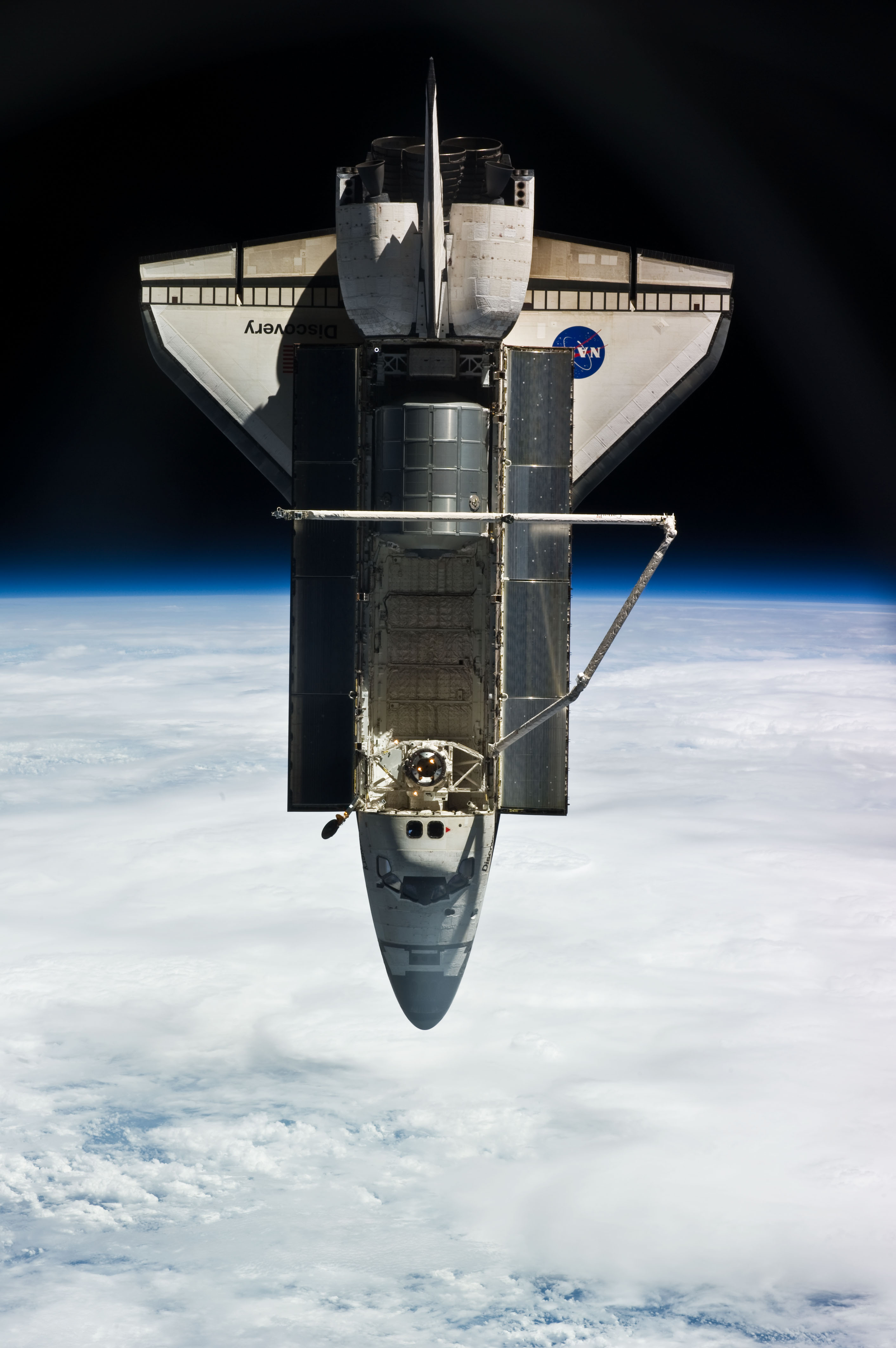
Discovery sedd från ISS under utdockningen
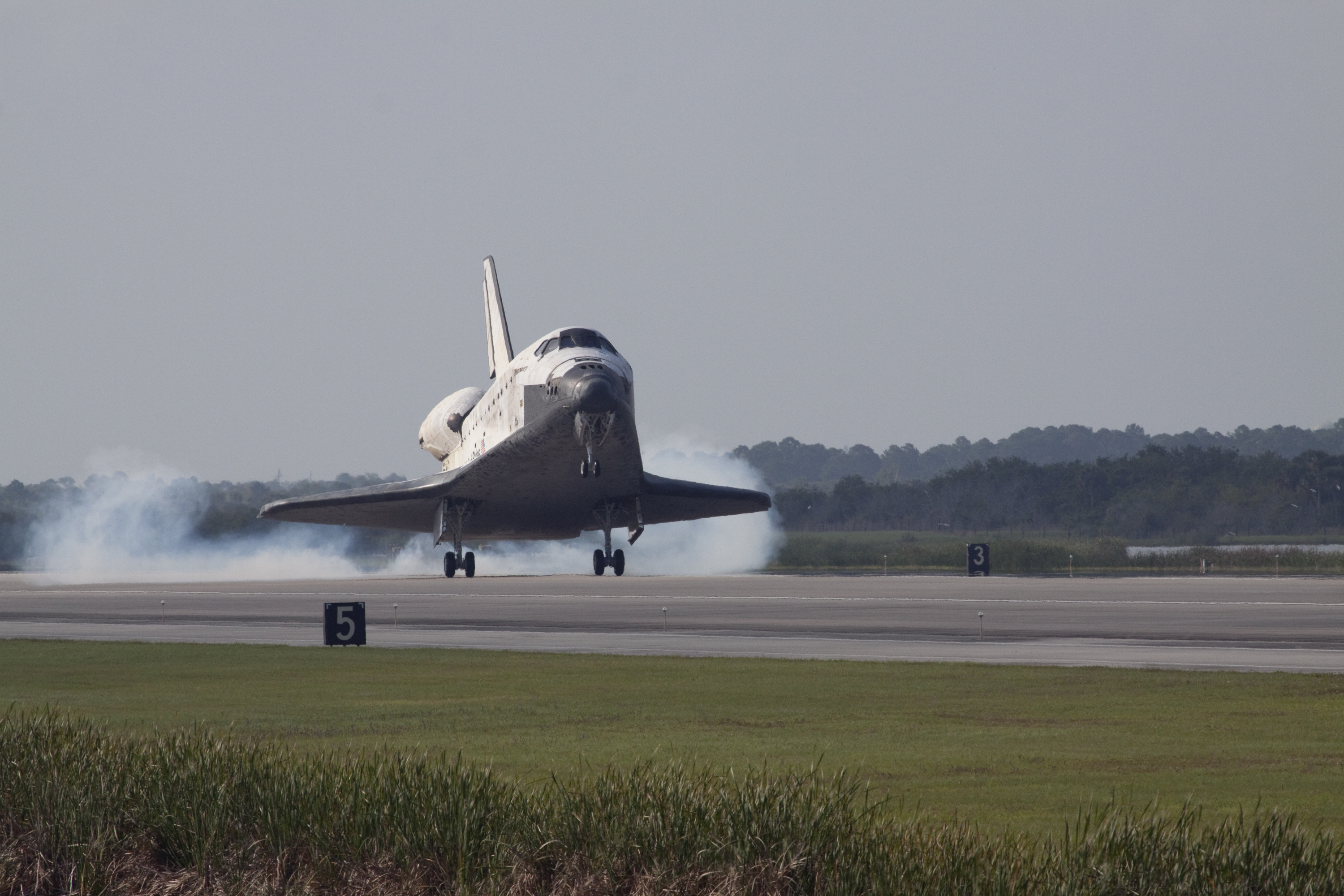
Discovery landar på bana 33 på Kennedy Space Center.